# Kasteel Schonauwen
Kasteel Schonauwen is een in 1261 gesticht kasteel in de huidige gemeente Houten. Het ligt midden in de nieuwbouwwijk De Steen.

## Historie
Kasteel Schonauwen was eeuwenlang het belangrijkste gebouw in de polders. Oorspronkelijk gesticht als uithof van de norbertijnerabdij Marienweerd bij Beesd bestond de ridderhofstad in ieder geval al aan het begin van de 14e eeuw. Als strategische voorpost van de graven van Culemborg zal het vermoedelijk van aanvang af meer dan alleen een verdedigbare omgrachte woontoren zijn geweest. Het kasteel komt dan ook voor in de in 1536 opgestelde lijst van ridderhofsteden waarvan de bezitters recht hadden op een plaats in de toen opgerichte Provinciale Staten van Utrecht.
In de 17e en 18e eeuw werd het kasteel, dat in de loop der eeuwen vele eigenaren kende, langzamerhand omgevormd tot een buitenplaats met moestuinen, boomgaarden en lanen. Nadat in 1812 de Utrechtse rentenier Hendrik Ravée eigenaar was geworden liet hij het gebouw om fiscale redenen slopen op de thans nog bestaande ronde hoektoren na. De overgebleven toren heeft een doorsnede van 5,5 meter en is 13,5 meter hoog.

### Bewoners
Kasteel Schonauwen heeft in de loop van eeuwen veel verschillende eigenaren gekend. In 1833 werd Hendrik Ravée begraven op de voormalige voorburcht. In 1939 werd Schonauwen aangekocht door de Amsterdamse chirurg dr. W.F Wassink en in 2006 kwam het via zijn erfgenamen in handen van de familie Schmidt, die het nog steeds bewoont.

## Staat van het kasteel
Hoe het kasteel er in oorsprong heeft uitgezien, is onbekend. De oudst bekende afbeeldingen van Schonauwen zijn twee tekeningen van Roelant Roghman uit ± 1646. Het kasteel is daarop afgebeeld als een imposante vierkante waterburcht met een omgrachte voorburcht.
Een poortgebouw met klokgevel geeft toegang tot het binnenterrein van de voorburcht, dat aan drie zijden met dienstgebouwen wordt omsloten. Een houten brug leidt vanaf de voorburcht naar de oostelijke vierkante hoektoren van de eigenlijke burcht, die ook als poorttoren wordt gebruikt.
Deze poorttoren is door middel van een weermuur met kantelen verbonden met de nog bestaande zuidelijke ronde hoektoren. Op de westelijke hoek staat een grote veelhoekige toren, die in die tijd al grotendeels was afgebroken, waarschijnlijk in verband met de bouw van de woonvleugels, die de kleine binnenplaats omringen. Het is ongetwijfeld de oorspronkelijke woontoren. Het is archeologen gelukt vrijwel de gehele plattegrond van het middeleeuwse kasteel aan de hand van de resultaten van het weerstandsonderzoek te reconstrueren. Ook van de vorm en ligging van de uitbreidingen uit de 17e en 18e eeuw is een goede indruk verkregen. Daarnaast zijn structuren aangetroffen die op basis van de bestudering van historisch-topografische prenten en tekeningen niet verwacht werden. 

## Fotogalerij

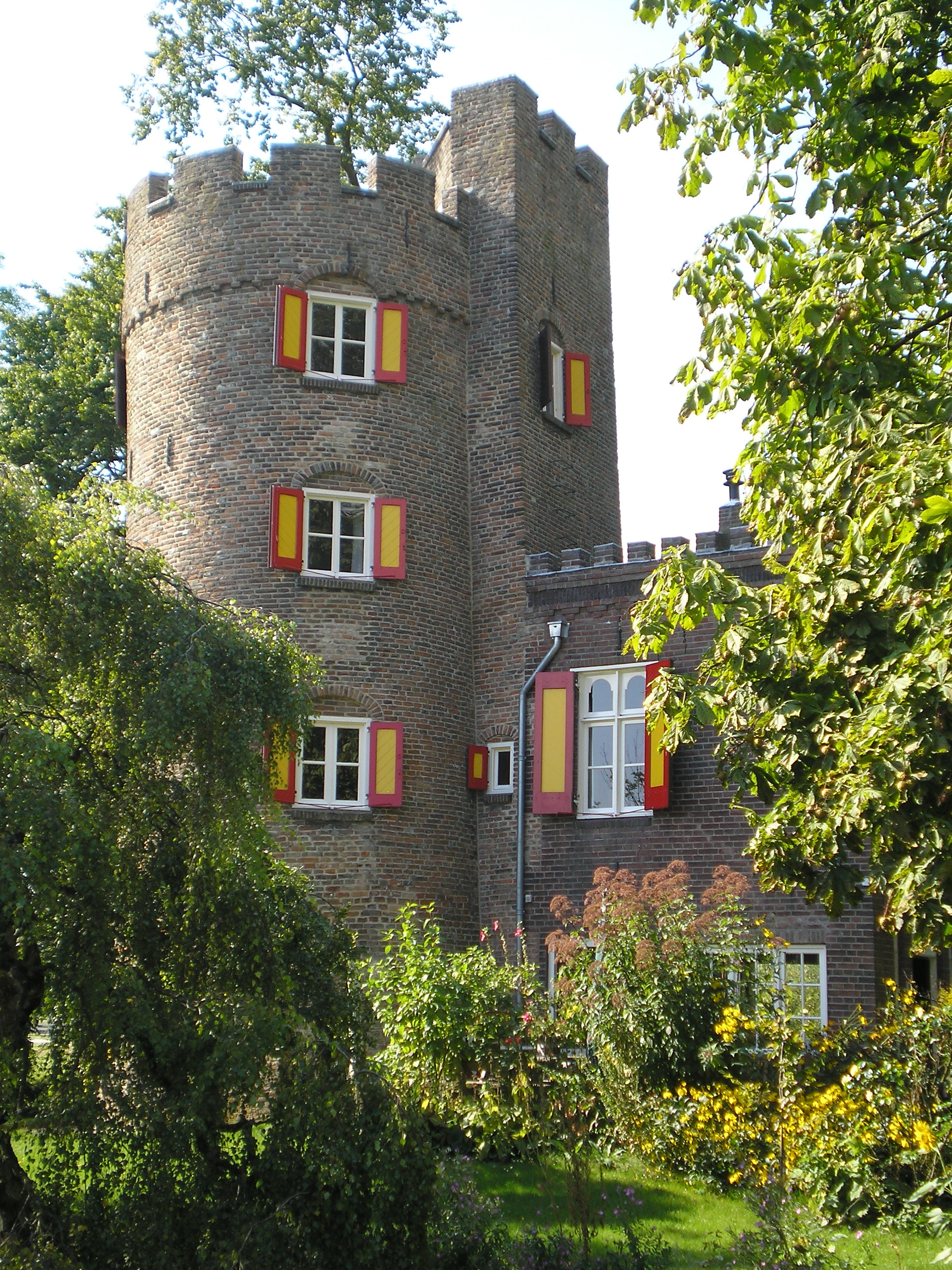
Toren van kasteel Schonauwen te Houten
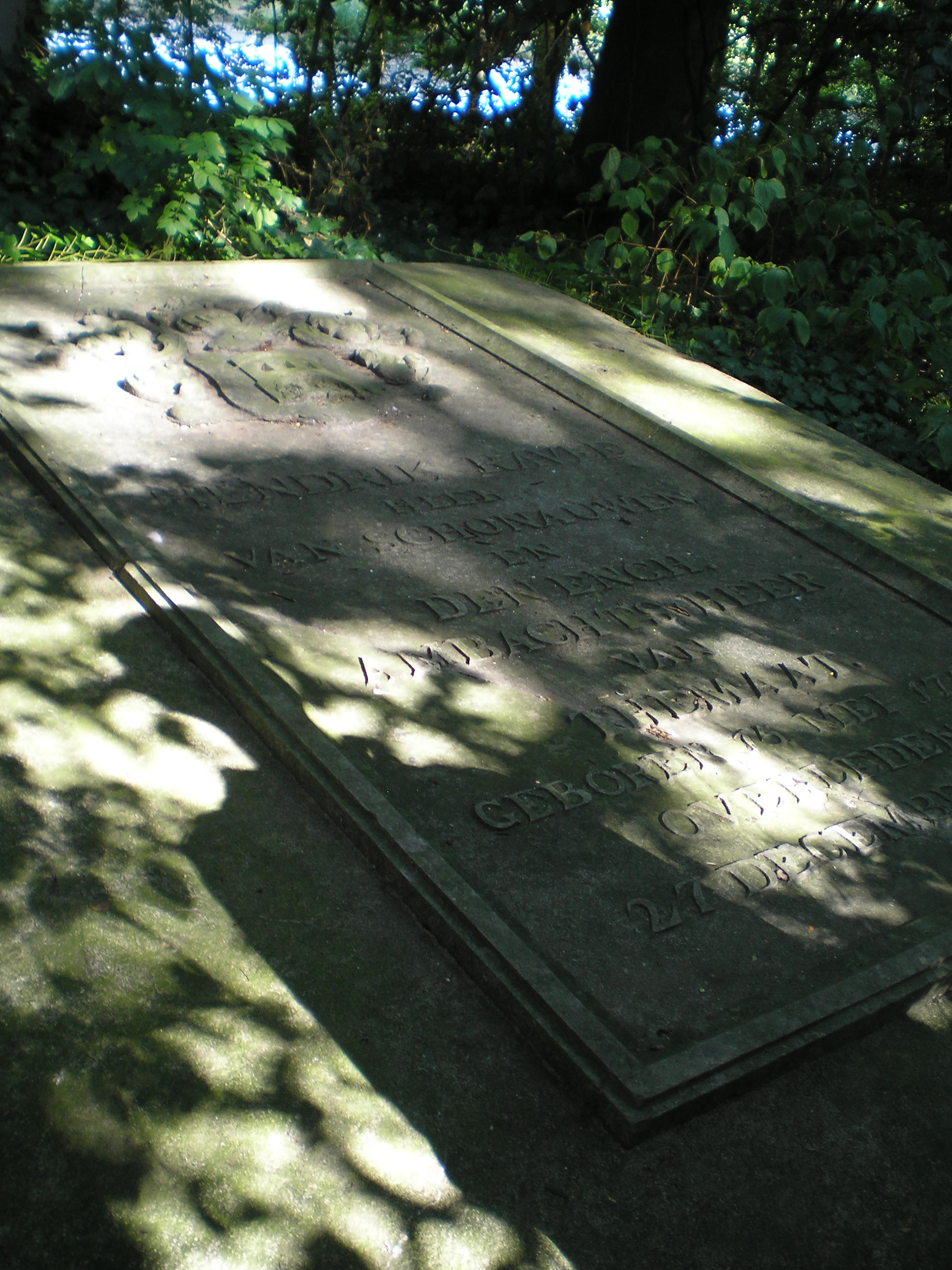
Graf Hendrik Ravee heer van Schonauwen (1753-1833)
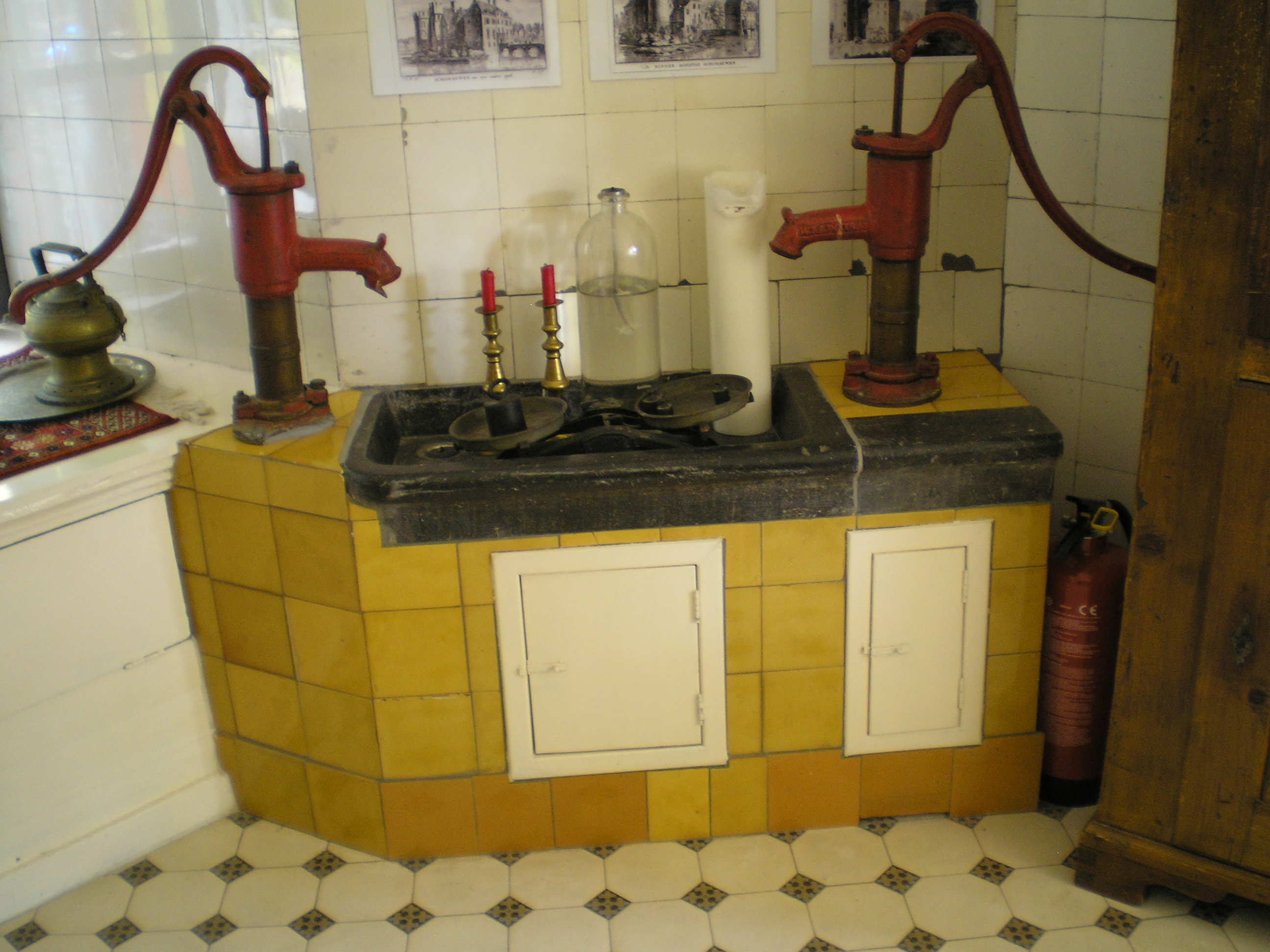
Keuken van kasteel Schonauwen
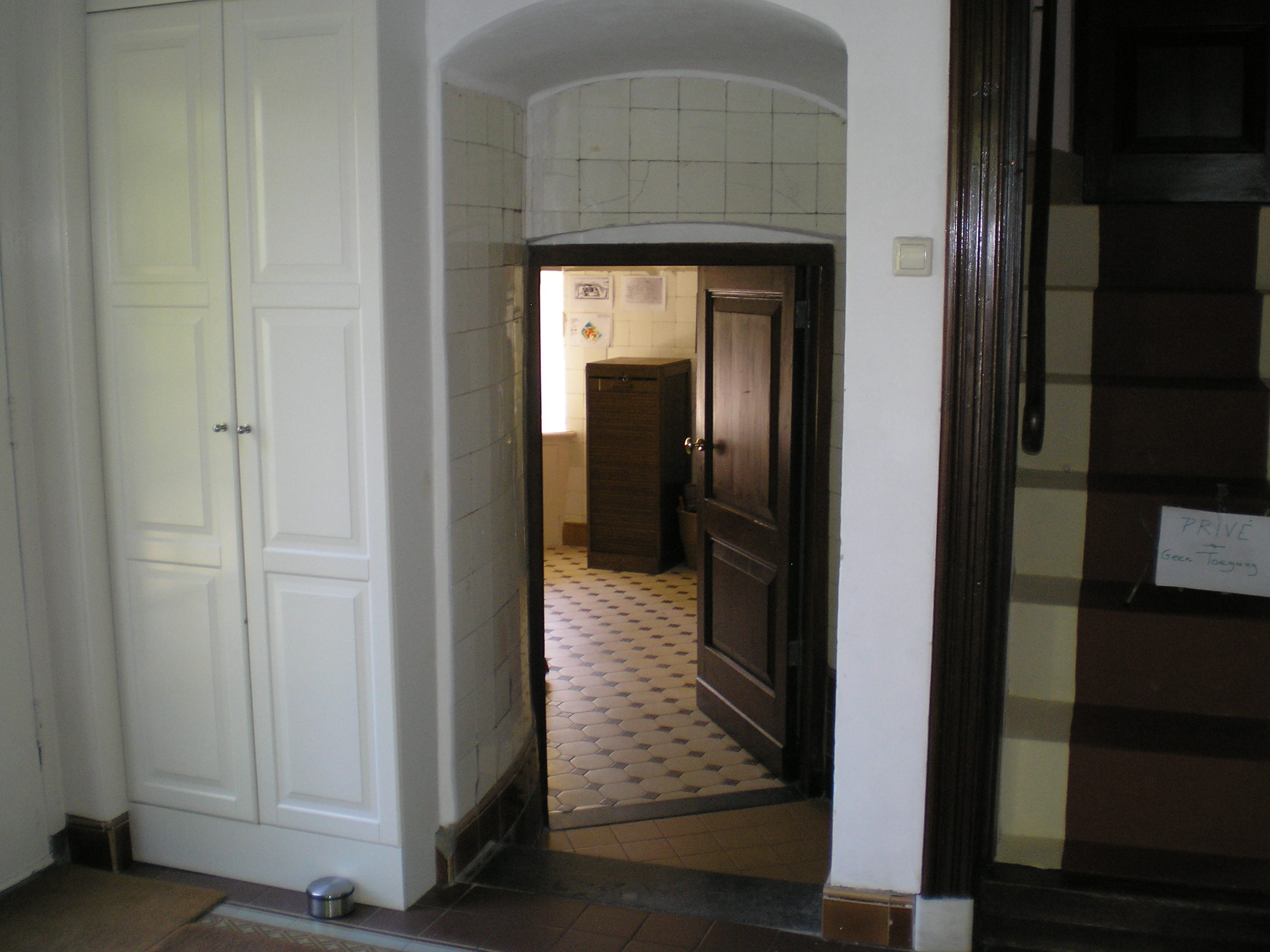
Hal van kasteel Schonauwen
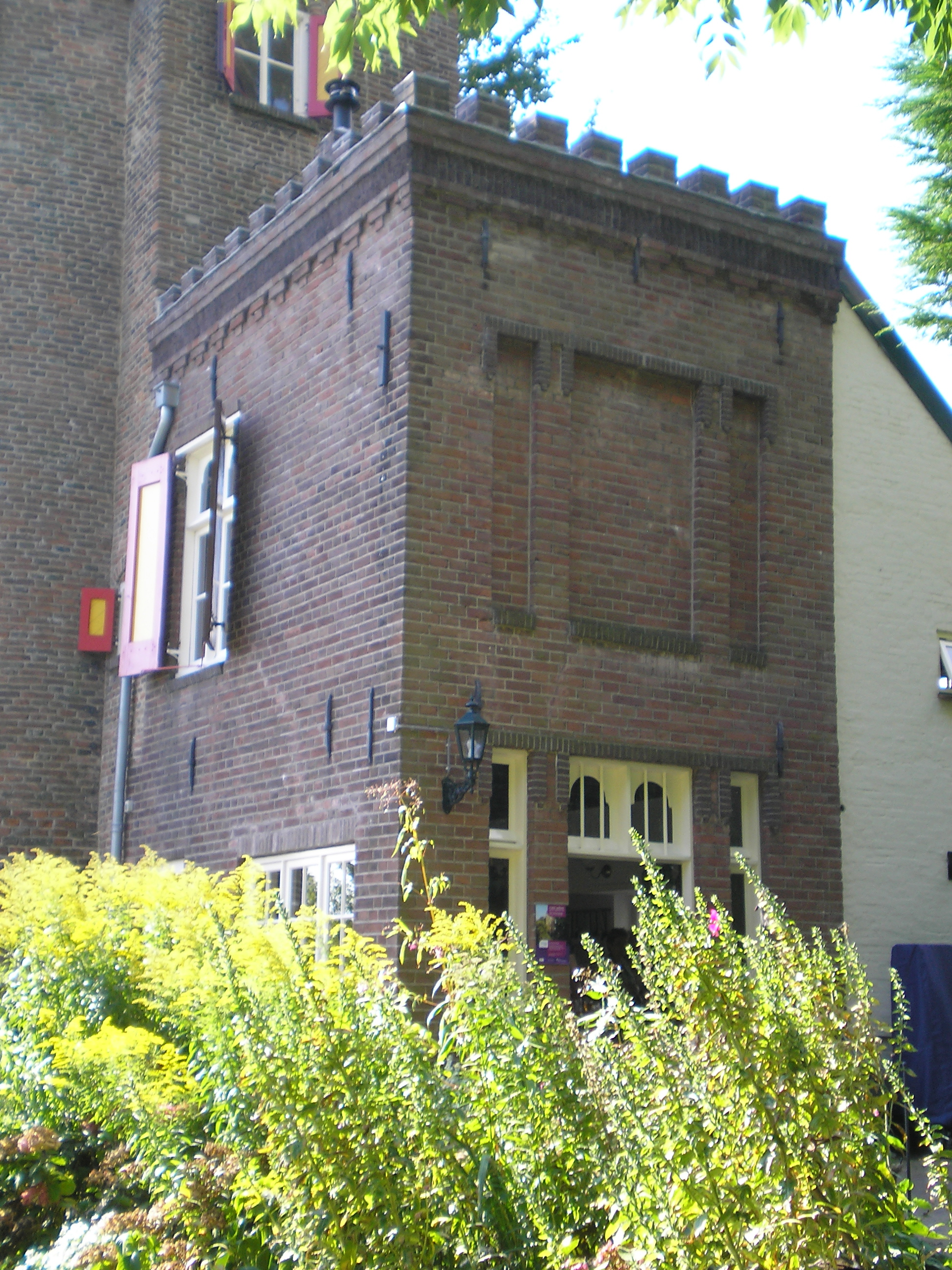
Ingang van kasteel Schonauwen

Kasteel Ter Aa (Breukelen) ·
Aastein ·
Slot Abcoude ·
Amaliastein ·
Nieuw-Amelisweerd ·
Oud-Amelisweerd ·
Kasteel Amerongen ·
Kasteel Batestein (Harmelen) ·
Kasteel Batestein (Vianen) · 
De Beest ·
Bergestein ·
Beverweerd ·
Blasenburg ·
Blikkenburg ·
Blommesteyn ·
Bolenstein ·
Bolsweerd ·
Bottestein ·
Kasteel Broekhuizen ·
Bruinenburg ·
Huis Cammingha ·
Clarenborg ·
Coelhorst ·
De Batau ·
Dompselaer ·
Huis Doorn ·
Drakenburg (kasteel) ·
Drakensteyn ·
Kasteel Duurstede ·
Huis Ter Eem ·
Eijkelenburg ·
Emmickhuizen ·
Den Engh ·
Essenstein ·
Everstein (Everdingen) ·
Everstein (Jutphaas) ·
Den Eyck ·
Galesloot ·
Kasteel Geerestein ·
Gildenborgh ·
Kasteel Ten Goye ·
Grauwert ·
Grijpestein ·
Groenestein (Langbroek) ·
Kasteel Groeneveld (Baarn) ·
Groenewoude (Woudenberg) ·
Gunterstein ·
Kasteel de Haar ·
Kasteel Hagestein ·
Hamtoren ·
Kasteel Hardenbroek ·
Huis Harmelen ·
Ridderhofstad Heemstede ·
Kasteel Heemstede ·
Heimenberg ·
Heimerstein ·
Huis Herlaar ·
Ter Heul ·
Heulestein ·
Hindersteyn ·
Kasteel Ter Horst (Achterberg) ·
Isselt ·
Kasteel IJsselstein ·
Jagenstein ·
Kersbergen ·
Killestein ·
Kronenburg (kasteel) ·
Kasteel Levendaal ·
Lichtenberg (Woudenberg) ·
Lievendaal (Amerongen) ·
Landgoed Linschoten ·
Kasteel Linschoten ·
Lockhorst ·
Kasteel Loenersloot ·
Kasteel Lunenburg ·
Huis Maarsbergen ·
Marckenburg ·
Ter Meer ·
Ter Mey (Haarzuilens) ·
Huis te Mijdrecht ·
Huis te Mijnden ·
Kasteel Moersbergen ·
Kasteel Montfoort ·
Natewisch ·
Te Nesse ·
Kasteel Nijenrode ·
Nijenstein ·
Nijeveld ·
Noordwijk (Langbroek) ·
Huis te Oosterwijk ·
Oostwaard (Utrecht) ·
Op de Bol ·
Oud-Broekhuizen ·
Ridderhofstad Oudaan ·
Huis Oudegein ·
Oudenhorst ·
Plettenburg (kasteel) ·
Huis De Polle ·
Prattenburg ·
Kasteel Putkop ·
Randenbroek (park) ·
Remmerstein ·
Kasteel Renswoude ·
Rhijnauwen ·
Kasteel Rhijnestein ·
Huis Riebeek ·
Kasteel Rijnenburg ·
Rijnestein ·
Rijneveld ·
Kasteel Rijnhuizen ·
Rijningen ·
Huis Rijnsweerd ·
Rijpickerwaard · 
Kasteel Rijsenburg ·
De Roetert ·
Rumelaar ·
Kasteel Ruwiel ·
Royestein ·
Kasteel Sandenburg ·
Kasteel Schalkwijk ·
Kasteel Schonauwen ·
Schurenburg ·
Snaafburg ·
Snellenburg ·
Paleis Soestdijk ·
Steenhuis (Lopik) ·
Kasteel Sterkenburg ·
Stormerdijk ·
Landgoed Stoutenburg ·
Ten Massche ·
Valkenburg (Rhenen) ·
Huis te Velde ·
Kasteel Veldenstein ·
Hofstede te Vliet ·
Huis te Vleuten ·
Huis te Vliet (Lopik) ·
Huis te Vliet (Oudewater) ·
Vogelpoel ·
Huis te Voorn ·
Vredelant ·
Vronestein ·
Vuijlcop ·
Kasteel Walenburg ·
Wayenstein (Amerongen) ·
Kasteel Weerdenburg ·
Weerdesteyn ·
Weerestein ·
Hof ter Weyde ·
Wickenburgh ·
Wijnestein ·
Wiltenburg (Utrecht) ·
Kasteel van Woerden ·
Huis Woudenberg ·
Huis te Woudenberg (I) ·
Huis te Woudenberg (II) ·
Wulven ·
Kasteel Oud-Wulven ·
Wulvenhorst ·
Slot Zeist ·
Kasteel Zuilenburg ·
Zuileveld ·
Slot Zuylen ·
Huis Zuylenstein